# Ślepkowo Szlacheckie
Ślepkowo Szlacheckie (prononciation : [ɕlɛpˈkɔvɔ ʂlaˈxɛt͡skʲɛ]) est un village polonais de la gmina de Radzanowo dans le powiat de Płock de la voïvodie de Mazovie dans le centre-est de la Pologne.
Il se situe à environ 3 kilomètres au nord-ouest de Radzanowo (siège de la gmina), 14 km au nord-est de Płock (siège du powiat) et à 87 km au nord-ouest de Varsovie (capitale de la Pologne).

## Histoire
De 1975 à 1998, le village appartenait administrativement à la voïvodie de Płock.